# IC 1229
IC 1229 ist eine Balken-Spiralgalaxie vom Hubble-Typ SB im Sternbild Drache am Nordsternhimmel. Im selben Himmelsareal befindet sich u. a. die Galaxie IC 1230.
Das Objekt wurde am 18. September 1890 von Lewis Swift entdeckt.